# 奥畑 (西宮市)
奥畑（おくはた）は、兵庫県西宮市にある町丁。丁目はない。郵便番号は662-0022。

## 地理
東は大社町、西は神原、南は城山、北は六軒町と隣接している。

## 交通

### 鉄道
鉄道は走っていない。

### バス
阪神バス含め町内に停留所はない。

## 校区
出典:
| 区域 | 小学校       | 中学校     |
| ---- | ------------ | ---------- |
| 1    | 神原小学校   | 大社中学校 |
| 2    | 神原小学校   | 大社中学校 |
| 3    | 神原小学校   | 大社中学校 |
| 4    | 神原小学校   | 大社中学校 |
| 5    | 神原小学校   | 大社中学校 |
| 6    | 神原小学校   | 大社中学校 |
| 7    | 神原小学校   | 大社中学校 |
| 8    | 甲陽園小学校 | 大社中学校 |

## 施設
- 西宮震災記念碑公園
- 西宮市 越水浄水場
- 西宮中央典礼会館
- 満池谷墓地
- 西宮市満池谷斎場
- 西宮市立満池谷火葬場